# У горах божевілля
«У горах божевілля» або «На стрімчаках божевілля» (англ. At the Mountains of Madness) — фантастична повість американського письменника Говарда Філліпса Лавкрафта, написана 1931 року і вперше видана частинами впродовж лютого, березня та квітня 1936 року в журналі «Astounding Stories».
У повісті розповідається про експедицію на південний полюс і жахливе відкриття спадку зниклої цивілізації, яке зробили її вцілілі учасники.

## Сюжет
Міскатонікський університет посилає в Антарктику дослідницьку експедицію, оснащену за останнім словом дослідницької техніки. Практично відразу ж експедиція натрапила на незвичайні знахідки: при бурінні було виявлено незвично велику кількість скам'янілих залишків живих істот, а при розвідці місцевості з літака були виявлені дивні скельні формування, чия форма виглядала надто правильною. Через деякий час одна з груп дослідників виявила дивні п'ятикутні камені зеленуватого відтінку з незвичайним візерунком з точок. А потім був виявлений чудово збережений екземпляр невідомої істоти.
Коли знайдені екземпляри (14 штук) були доставлені в табір, і було здійснено пробний розтин одної з них, результати виявилися вражаючими — тканини істот не мали клітинної будови, а їх збереженість була надзвичайно хорошою, попри вік. Попри явну спорідненість з примітивними формами життя, істоти мали високорозвинену подобу нервової системи. Залишилось незрозумілим, коли вони встигли еволюціонувати до такого стану, якщо їх сліди виявлялися навіть у архейських відкладеннях. Було висунуто думку про схожість істот зі Старцями з окультної книги «Некрономікон».
Наступного дня група не вийшла на зв'язок. Витративши декілька годин на спроби зв'язатися по радіо, друга група вирушила до їхнього тимчасового табору. На місці виявилося похмуре видовище: ураган цілком зруйнував табір, більша частина обладнання виявилася безнадійно зіпсованою. Але деякі дивні речі виявилися ще страшнішими, ніж міць урагану: з чотирнадцяти знайдених екземплярів були знайдені лише шість, причому вони були поховані в снігу і укриті п'ятикутними крижаними плитами з нанесеним на них точковим візерунком. Решта вісім тіл істот зникли.
Тіла ж людей і собак були пошматовані й понівечені; з декількох тіл були вирізані (або вирвані) шматки плоті, а в одному з уцілілих наметів було знайдено тіло одного з учасників і труп собаки, що мали сліди невмілого патологоанатомічного розтину. Один учасник групи, Гедні, пропав безвісти. Це настільки вразило учасників експедиції, що вони вирішили передати на базу лише короткий, без подробиць, звіт, в якому повідомлялося про загибель всієї групи. Надалі було прийнято рішення про декілька розвідувальних вильотів у бік гірського хребта, чиї незвично правильні форми були згадані в перших звітах. Прорвавшись крізь смугу туману, екіпаж літака побачив руїни безсумнівно штучного походження.
Вибравши підходяще місце для посадки, дослідники пішли до міста, що складалося з циклопічних будов, похованих під багатометровою товщею льоду. Стіни були складені з кам'яних блоків химерної форми, невідомим чином ідеально точно суміщених один з одним. Меблів в кімнатах не було, що створювало враження планомірної евакуації звідти їхніх жителів. Велика частина стін була прикрашена різьбленням, в яких зображалася історія міста. Прибулі з космосу на початку історії Землі, Старці довго жили на планеті й створили собі слуг шогготів, здатних змінювати форму. Та з часом шогготи все більше вдосконалювалися, а Старці деградували, доручаючи всю працю їм. Зрештою слуги повстали проти своїх творців та стали пожирати Старців, поки останнє їхнє місто не опинилося з плином часу під льодом. Члени експедиції усвідомили, що пробудили останніх представників зниклої цивілізації, а разом з ними й голодних шогготів.
Просуваючись вглиб міста, дослідники помітили сліди, що нагадували сліди саней, і відчули слабкий запах бензину. Це наштовхнуло їх на думку про зниклого Гедні. Рухаючись далі, вони наткнулися на декілька віднесених з табору речей, серед яких були зошити, поцятковані точками, і замальовка приблизного плану міста, а також маршруту руху по ньому від високої вежі до тунелю, що йде під воду, причому малюнки були виконані в виразній манері Старців. Діставшись до зазначеної на плані високої вежі, дослідники виявили там і інші речі; на зв'язаних разом санях, сповиті разом, лежали тіла Гедні і труп собаки.
Знахідка не змогла погасити цікавість, і дослідники продовжили рух по тунелю, який виявився населений незвичайним видом гігантських, сліпих від довгого перебування в темряві, пінгвінів. Нарешті, на підлозі чергового коридору вони знайшли чотири трупи Старців, з відкушеними головами і забруднених слизом (так на барельєфах виглядали жертви шогготів, згадуваних в «Некрономіконі»). Коли неподалік стали чутні трубні вигуки сліпих пінгвінів «Текелі-лі!», жах дослідників досяг межі, і з криками вони кинулися навтьоки. Озираючись, вони побачили одного з представників шогготів:
|  | … За нами гналася, синусоїдно звиваючись, кошмарна чорна блискуча тварюка, завдовжки не менше п'ятнадцяти футів, котра вивергала сморід і все більш набирала швидкість; густа пара оточувала її, повсталу з морських глибин. Це неймовірне чудовисько — безформна маса булькаючої протоплазми — вона здавалося реальним втіленням чужого, чужорідного організму, які люблять зображувати наші фантасти, і найбільше нагадувало рухомий потяг, якщо дивитися на нього з платформи станції метро. Темна маса, усіяна яскравими світними різнокольоровими точками, рвалася з підземного мороку, як куля зі ствола, слабо ілюмінуючи, утворюючи тисячі спалахів зеленуватого світла і вічок, що тут же гасли, і мчала просто на нас… |

Дослідники дивом зуміли врятуватися, оскільки шоггот, очевидно, звернув не в той тунель на черговому перехресті і загубив їх. Вибравшись з міста і діставшись до літака, вони вилетіли на основну базу експедиції.

## Основні персонажі
- Вільям Даєр (William Dyer) — головний герой, геолог Міскатонікського університету і керівник експедиції. Він також фігурує в «Тіні з позачасся», де очолює експедицію до Австралії.
- Денфорт (Danforth) — студент Міскатонікського університету, любитель окультної та езотеричної літератури, знавець тексту «Некрономікона».
- Френк Х. Пебоді (Frank H. Pabodie) — професор Міскатонікського університету.
- Професор Лейк (Professor Lake) — університетський біолог.
- Професор Етвуд (Professor Atwood) — метеоролог експедиції.
- Гедні (Gedney) — ще один учасник експедиції, перший зниклий.

## Історія написання

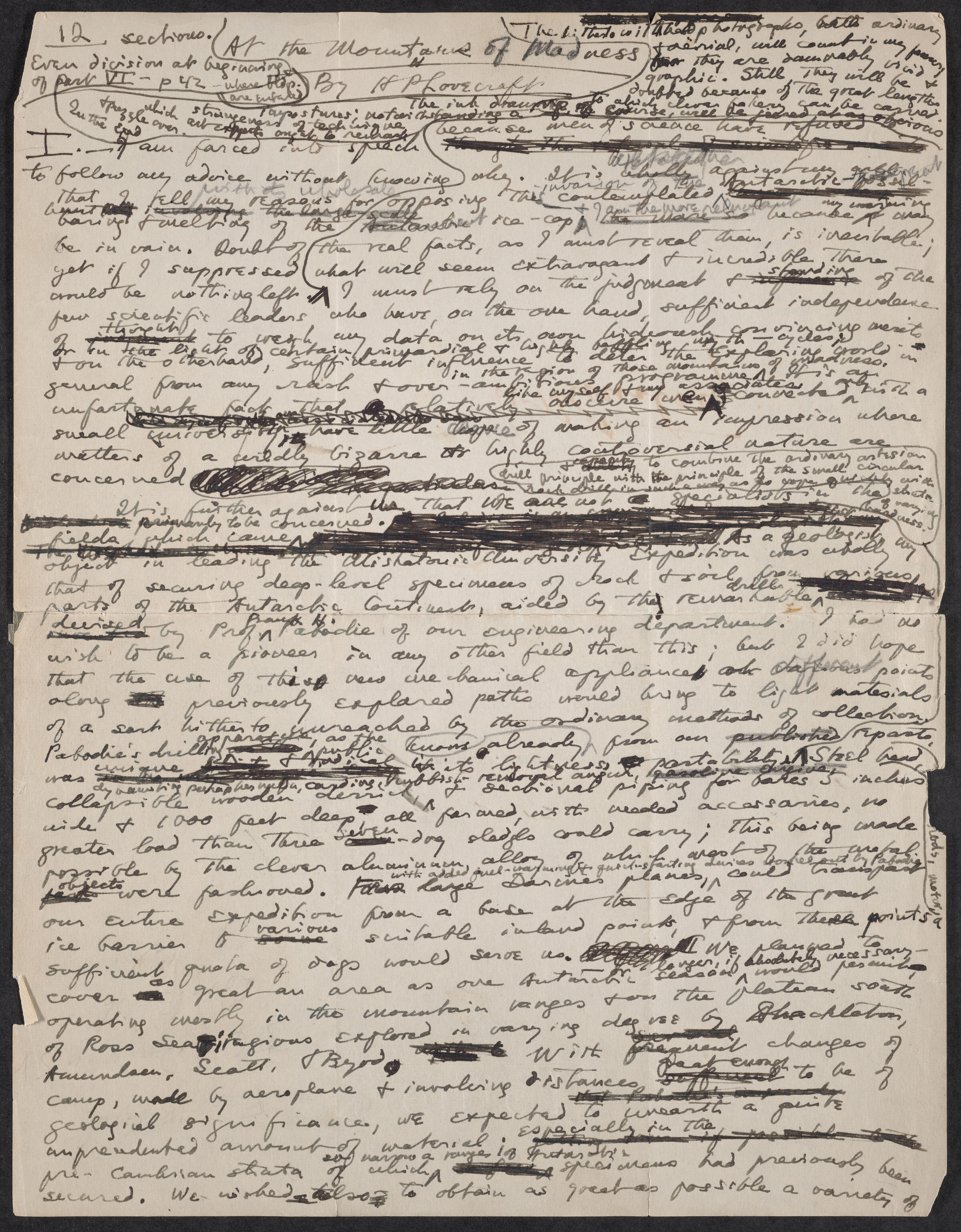
Перша сторінка рукопису

Говард Лавкрафт з дитинства цікавився подорожами до Антарктики. Ще в 9 років він написав низку коротких оповідань, події яких відбувалися там. З 12 років Лавкрафт написав кілька статей, присвячених дослідженням Південного полюсу. Антарктика в 1920, коли Лавкафт почав активну творчість, залишалася малодослідженим регіоном, що підігрівало інтерес письменника до неї.
У 1928-30 роках відбувалася експедиція Річарда Берда, яку Говард Лавкрафт згадував у листах. Зокрема він зазначав про знахідки скам'янілостей, які свідчать про тропічне минуле Антарктиди. Письменник Лін Картер припускав, що до написання повісті Лавкрафта підштовхнула його посилена чутливість до холоду, через яку письменник навіть втрачав свідомість, коли температура опускалася всього до -1 градуса за Цельсієм. Дослідник творчості Говарда Лавкрафта Сунанд Джоші вважає, що джерелом натхнення послужив роман Едгара По «Оповідь про пригоди Артура Гордона Піма» (1838). Лавкрафт цитує цей твір в «У горах божевілля» і запозичує звідти ж крик птахів «Теке-лі». За спогадами Августа Дерлета, Лавкрафт прагнув досягти такого ж ефекту фіналу, як і По.
Іншим джерелом називається роман «Біля земного ядра» (1914) Едгара Берроуза. Між тамтешньою расою магар і Старцями, так само як і між слугами магарів саготами і шогготами, можна провести чіткі паралелі. На це вказує критик Вільям Фулвілер. В іншому творі самого Лавкрафта, «Безіменне місто» (1921) вже підіймалася тема виявлення міста прадавньої цивілізації, із зображень в якому дослідник довідується минуле істот, що збудували його.

## Адаптації
- «At the Mountains of Madness» — відкладений фільм Гільєрмо дель Торо за повістю, робота над яким триває з 2006 року[9].
- «At the Mountains of Madness» — графічний роман Яна Кулбарда, виданий Self Made Hero у 2010 році[10].